# Luxiaria prouti
Luxiaria prouti är en fjärilsart som beskrevs av Debauche 1941. Luxiaria prouti ingår i släktet Luxiaria och familjen mätare. Inga underarter finns listade i Catalogue of Life.